# Helmut Pittermann
Helmut Pittermann (* 12. Oktober 1932; † 15. September 2023) war ein deutscher Kunstradfahrer.

## Leben
Helmut Pittermann wuchs in Schwerin auf. Mit 15 Jahren kam er anfänglich in der Sportorganisation VORWÄRTS vom Radball über das Einradfahren zum Kunstradfahren. Von 1947 an trainierte er, seine sportlichen Erfolge in der nachfolgenden Sportgemeinschaft EINHEIT erzielte er mit seinen Freund und Doppel-Kunstradpartner Horst Schrödter. Die aktive Kunstradsportzeit dauerte bis 1967. Während dieser Zeit studierte er Pädagogik und lehrte ab 1967 an der Wladimir Michailowitsch Komarow Oberschule die Fächer Sport, Mathematik und Englisch. Die Komarow Oberschule war ein Vorläufer des Sportgymnasiums in Schwerin. In der Sport- und Kongresshalle Schwerin wurde von ihm ein hochqualifizierter Sportunterricht vermittelt. Ab 1968 trainierte er die Mitglieder des Radsportvereins Schwerin, dessen Vorsitzender er von 1960 bis 2010 war. Für die Jahre 1990 bis 2001 amtierte er als 1. Präsident des Radsportverbandes Mecklenburg-Vorpommern. Bis zu seinem Tod lebte er in Lankow und war aktiv als Trainer und Kampfrichter im Radsport. Helmut Pittermann war verheiratet mit Marianne Kroll, sie haben einen Sohn und eine Tochter. Marianne Kroll und ihre Schwester Rosemarie waren sechsmal DDR-Meister in der Sportart Radpolo.

## Sportliche Erfolge
Das Kunstradfahrer-Duo Helmut Pittermann und Horst Schrödter erzielte in der Doppelkür folgende Plätze:
- DDR-Meisterschaften 1957 bis 1966: 5 maliger DDR-Meister, dreimalig Silber, 1 mal Bronze
- Europameisterschaften: 4 maliger Vizemeister, 1 mal Bronze

(Siehe Liste der Europameister im Zweier-Kunstradfahren der Männer)

## Sportliche Ehrung
- 1967 Meister des Sports der DDR